# Партія Зелених (Австрія)
Партія Зелених (нім. Die Grünen — Die Grüne Alternative) — зелена

австрійська політична партія.
Партія створена в 1986 під назвою Зелена альтернатива (Grüne Alternative) шляхом злиття досить консервативної партії Vereinte Grüne Österreichs (VGÖ, заснована в 1982) та прогресивнішої партії Alternative Liste Österreichs (ALÖ, заснована в 1983). В 1995 прийнята сучасна назва.
Партія входить до складу Європейської партії зелених і Глобальних зелених
Початок австрійському руху «зелених» був покладений в 1978 в ході успішної кампанії протесту проти відкриття АЕС в Цвентендорфі, що планувався урядом Бруно Крайські. Сама Партія зелених зародилася в 1984 в ході кампанії протестів, що не допустила будівництво Дунайської ГЕС в Хайнбурзі.
На позачергових виборах в Національрат в 2002 Партія зелених здобула 9,47 % голосів (17 місць).
28 вересня 2008 року в Австрії відбулися позачергові вибори в Національну раду. «Зелені» на чолі з Александром ван дер Белленом завоювали 10,4 % голосів і 20 місць в парламенті, втративши зайняте на попередніх виборах третє місце. 10 липня 2009 вперше в історії країни членом парламенту став глухий депутат. У зв'язку із переходом одного з депутатів «зелених» в Європарламент, новим членом фракції стала Хелене Ярмер, чиї виступи перед депутатами будуть перекладатися з жестової мови за допомогою перекладача.
Партія активно бореться за надання гомосексуальним парам права на вступ в шлюб.
Партія виступає також за соціально-екологічні податкові реформи. Їх основні цілі згідно з статутом 2001 року:
| «пряма демократія, відмова від насилля, екологія, солідарність, фемінізм і самовизначення». |

## Вибори доНаціональрату

### National Council
| Вибори | Голосів | %         | Місць    | +/–  | Уряд              |
| ------ | ------- | --------- | -------- | ---- | ----------------- |
| 1983   | 159,616 | 3.4 (#4)  | 0 / 183  | 0    | Позапарламентська |
| 1986   | 234,028 | 4.8 (#4)  | 8 / 183  | ▲ 8  | Опозиція          |
| 1990   | 225,084 | 4.8 (#4)  | 10 / 183 | ▲ 2  | Опозиція          |
| 1994   | 338,538 | 7.3 (#4)  | 13 / 183 | ▲ 3  | Опозиція          |
| 1995   | 233,208 | 4.8 (#5)  | 9 / 183  | ▼ 4  | Опозиція          |
| 1999   | 342,260 | 7.4 (#4)  | 14 / 183 | ▲ 5  | Опозиція          |
| 2002   | 464,980 | 9.5 (#4)  | 17 / 183 | ▲ 3  | Опозиція          |
| 2006   | 520,130 | 11.1 (#3) | 21 / 183 | ▲ 4  | Opposition        |
| 2008   | 509,936 | 10.4 (#5) | 20 / 183 | ▼ 1  | Opposition        |
| 2013   | 582,657 | 12.4 (#4) | 24 / 183 | ▲ 4  | Опозиція          |
| 2017   | 192,638 | 3.8 (#6)  | 0 / 183  | ▼ 24 | Позапарламентська |
| 2019   | 664,055 | 13.9 (#4) | 26 / 183 | ▲ 26 | ÖVP–GRÜNE         |